# Whittemore (Michigan)
Whittemore é uma cidade localizada no estado americano de Michigan, no Condado de Iosco.

## Demografia
Segundo o censo americano de 2000, a sua população era de 476 habitantes.
Em 2006, foi estimada uma população de 458, um decréscimo de 18 (-3.8%).

## Geografia
De acordo com o United States Census Bureau tem uma área de
2,6 km², dos quais 2,6 km² cobertos por terra e 0,0 km² cobertos por água.

## Localidades na vizinhança
O diagrama seguinte representa as localidades num raio de 24 km ao redor de Whittemore.